# Bekisopamijn
De Bekisopamijn is een ijzermijn in Madagaskar, gelegen in de regio Haute Matsiatra, nabij de plaats Bekisopa. Het herbergt met 130 miljoen ton een van de grootste voorraden ijzererts van Madagaskar en de wereld, met 14% ijzer.